# Smooth (bài hát)
"Smooth" là bài hát latin rock của ban nhạc Santana và ca sĩ Rob Thomas, trích từ album Supernatural của ban nhạc trên vào năm 1999. Ca khúc được sáng tác bởi Thomas, DeGaetano cùng Itaal Shur, sản xuất bởi Matt Serletic và trở thành đĩa đơn đầu tiên của album. Ngay sau khi phát hành, "Smooth" lập tức giành được thành công thương mại và chuyên môn vô cùng ấn tượng khắp toàn cầu, trong đó tiêu biểu nhất là 3 Giải Grammy năm 2000 cho "Bài hát của năm", "Thu âm của năm" và "Giải Grammy cho Hợp tác giọng pop xuất sắc nhất".
"Smooth" cũng là đĩa đơn quán quân Billboard Hot 100 cuối cùng của thế kỷ 20, cũng như được tạp chí danh giá này bình chọn là đĩa đơn xuất sắc thứ hai của thế kỷ, chỉ sau giai điệu "The Twist" của Chubby Checker. Đây cũng là ca khúc duy nhất xuất hiện trong danh sách đĩa đơn xuất sắc nhất trong hai thập kỷ liên tiếp của Billboard và cũng được bình chọn là sáng tác nhạc rock vĩ đại nhất lịch sử bảng xếp hạng này.

## Danh sách ca khúc
1. "Smooth" (Edit) – 3:55
2. "El Farol" – 4:59

Remix
1. Chris Staropoli Remix – 3:53
2. Club Mix – 7:29
3. Club Mix (không lời) – 7:29
4. Melt Everyone – Neil Cicierega – 4:53

## Xếp hạng
| Bảng xếp hạng (1999–2000)           | Vị trí cao nhất |
| ----------------------------------- | --------------- |
| Úc (ARIA)                           | 4               |
| Áo (Ö3 Austria Top 40)              | 9               |
| Bỉ (Ultratop 50 Flanders)           | 30              |
| Canada Alternative 30 (RPM)         | 1               |
| Canada Top Singles (RPM)            | 1               |
| Phần Lan (Suomen virallinen lista)  | 12              |
| Pháp (SNEP)                         | 15              |
| Đức (GfK)                           | 21              |
| Ireland (IRMA)                      | 3               |
| Hà Lan (Dutch Top 40)               | 37              |
| New Zealand (Recorded Music NZ)     | 18              |
| Thụy Sĩ (Schweizer Hitparade)       | 18              |
| Anh Quốc (OCC)                      | 3               |
| US Billboard Hot 100                | 1               |
| US Billboard Mainstream Top 40      | 1               |
| US Billboard Adult Top 40           | 1               |
| US Billboard Adult Contemporary     | 11              |
| US Billboard Modern Rock Track      | 24              |
| US Billboard Mainstream Rock Tracks | 10              |

| Bảng xếp hạng (1999)              | Vị trí |
| --------------------------------- | ------ |
| Australia (ARIA)                  | 11     |
| Canada Top Singles (RPM)          | 9      |
| Canada Top Rock (RPM)             | 8      |
| New Zealand (Recorded Music NZ)   | 36     |
| US Billboard Hot 100              | 19     |
| Bảng xếp hạng (2000)              | Vị trí |
| Switzerland (Schweizer Hitparade) | 95     |
| US Billboard Hot 100              | 2      |

| Bảng xếp hạng (1990–1999) | Vị trí |
| ------------------------- | ------ |
| US Billboard Hot 100      | 41     |
| Bảng xếp hạng (2000–2009) | Vị trí |
| US Billboard Hot 100      | 33     |

## Chứng chỉ
| Quốc gia                                                                           | Chứng nhận  | Số đơn vị/doanh số chứng nhận |
| ---------------------------------------------------------------------------------- | ----------- | ----------------------------- |
| Úc (ARIA)                                                                          | 2× Bạch kim | 140.000^                      |
| Hoa Kỳ (RIAA) (physical)                                                           | Bạch kim    | 1,200,000                     |
| Hoa Kỳ (RIAA) (digital)                                                            | Vàng        | 500.000*                      |
| * Chứng nhận dựa theo doanh số tiêu thụ. ^ Chứng nhận dựa theo doanh số nhập hàng. |             |                               |